# Falsely Accused
Falsely Accused est un film muet américain réalisé par Thomas H. Ince et sorti en 1911.

## Fiche technique
- Titre : Falsely Accused
- Réalisation : Thomas H. Ince
- Format : Noir et blanc — 35 mm — 1,33:1 — Son : Muet
- Durée : 10 minutes
- Dates de sortie : 
  -  États-Unis : 26 décembre 1911

## Distribution
- Francis Ford